# 柳下武雄
柳下 武雄（やなぎした たけお、生没年不詳）は、日本の建築技師。
1930年（昭和5年）に完成した李王邸の設計写図を担当した。また1937年（昭和12年）完成の東京帝室博物館では、宮内省の事務嘱託として活躍した。
朝日新聞社主催朝日住宅図案懸賞中小住宅では八十五案（六十四號型）入選。